# Équipe de Tahiti des moins de 17 ans de football
Maillots
L'équipe de Tahiti des moins de 17 ans est une sélection de joueurs de moins de 17 ans au début des deux années de compétition placée sous la responsabilité de la Fédération tahitienne de football. Elle fut deux fois finaliste du Tournoi qualificatif de l'OFC des moins de 17 ans.

## Parcours en Championnat d’Océanie
- 1983 : 6e
- 1986 : Non inscrit
- 1989 : Non inscrit
- 1991 : Non inscrit
- 1993 : 1er tour
- 1995 : Non inscrit
- 1997 : 1er tour
- 1999 : 1er tour
- 2001 : 1er tour
- 2003 : 1er tour
- 2005 : 1er tour
- 2007 :  Finaliste
- 2009 :  Finaliste
- 2011 :  Finaliste
- 2013 : Non inscrit
- 2015 :  Finaliste
- 2017 : 1er tour
- 2018 :  Troisième
- 2023 :  Troisième

## Parcours en coupe du monde
- 1985 : Non qualifié
- 1987 : Non qualifié
- 1989 : Non qualifié
- 1991 : Non qualifié
- 1993 : Non qualifié
- 1995 : Non qualifié
- 1997 : Non qualifié
- 1999 : Non qualifié
- 2001 : Non qualifié
- 2003 : Non qualifié
- 2005 : Non qualifié
- 2007 : Non qualifié
- 2009 : Non qualifié
- 2011 : Non qualifié
- 2013 : Non qualifié
- 2015 : Non qualifié
- 2017 : Non qualifié
- 2019 : Non qualifié
- 2023 : Non qualifié